# María de los Ángeles Duarte
María de los Ángeles Duarte Pesantes (Guayaquil, 15 de febrero de 1963) es una arquitecta y política ecuatoriana. Fue ministra de Transporte y Obras Públicas desde el 5 de abril de 2010 al 10 de marzo de 2014, ministra de Desarrollo Urbano y Vivienda desde el 2007 hasta el 2009 y ministra de Inclusión Económica y Social entre junio del 2009 y abril del 2010.

## Biografía
Su abuela paterna fue Bertha Valverde, la primera mujer ecuatoriana en ocupar un cargo de elección popular.
El 19 de enero de 1969 fue secuestrada junto al resto de pasajeros y tripulación de un avión de la empresa TAME cuyo destino final era Miami,Estados Unidos. Los atacantes desviaron el avión hacia Colombia y luego lo llevaron a Cuba.

### Carrera profesional
Duarte estudió en la Universidad Católica de Santiago de Guayaquil en donde se recibió de arquitecta y realizó un máster en Administración de empresas constructoras e inmobiliarias. Entre el periodo de 1993 a 2000 fue profesora titular de Antropología, AutoCAD, Historia de la civilización y Dibujo técnico en su alma máter, al igual que en el Instituto Argos, la Universidad Jefferson y la Universidad Santamaría.
Desde 1997 se desempeña como consultora para proyectos de diseño vial, tráfico, señalización, circulación vehicular, diseño de carreteras y puentes incluyendo el diseño del Plan Maestro Vial del Ecuador.

### Candidata a la alcaldía de Guayaquil
En diciembre del 2008 se anunció que sería la candidata a alcaldesa de Guayaquil por el Partido Alianza PAIS, decisión que fue tomada por el buró político del movimiento oficialista. Con la postulación —inscrita fuera del plazo, lo que generó alguna controversia—-la candidata se convirtió en una de las principales rivales, en la carrera a la alcaldía, de Jaime Nebot Saadi, uno de los máximos opositores del régimen de Rafael Correa, quién buscó su tercer periodo en las elecciones municipales de Guayaquil de este año. El resultado ratificó a Nebot en su cargo con una amplia diferencia sobre Duarte.

### Detención y privación de libertad
El viernes 31 de mayo de 2019 la fiscalía del Ecuador informó la detención de María de los Ángeles Duarte dentro del marco de una investigación criminal denominada "Arroz Verde". La detención se concretó mediante un operativo liderado por las fuerzas especiales de la Policía Nacional.
El 7 de abril de 2020 fue sentenciada a 8 años de prisión como coautora del delito de cohecho. El 12 de agosto de 2020 se refugió junto con uno de sus hijos en calidad de "huésped por razones humanitarias" en la embajada de Argentina en Quito. El 14 de marzo de 2023 la Cancillería argentina informó al gobierno de Ecuador que María de los Ángeles Duarte abandonó la embajada argentina en ese país.

## Asilo político en la Argentina
A pesar de estar sindicada en varios procesos judiciales por corrupción en Ecuador, razón por la cual el país andino exhortó al gobierno argentino a no darlo, el 2 de diciembre del 2022, este último le otorgó asilo a la exministra ecuatoriana, lo cual creó una nueva tensión entre ambos países.